# Bahnhof Kanazawa-hakkei
Der Bahnhof Kanazawa-hakkei (jap. 金沢八景駅, Kanazawa-hakkei-eki) ist ein Bahnhof auf der japanischen Insel Honshū. Er wird von der Bahngesellschaft Keikyū betrieben und befindet sich in der Präfektur Kanagawa auf dem Gebiet der Stadt Yokohama, genauer im Bezirk Kanazawa-ku.

## Verbindungen
Kanazawa-hakkei ist ein Trennungsbahnhof an der Keikyū-Hauptlinie, die überwiegend dem Westufer der Bucht von Tokio folgt und von Tokio über Yokohama nach Uraga auf der Miura-Halbinsel führt. Hier zweigt die Keikyū Zushi-Linie nach Zushi-Hayama ab. Das Zugangebot ist sehr dicht: Auf der Keikyū-Hauptlinie fahren tagsüber in nördlicher Richtung 18 Züge je Stunde, während der Hauptverkehrszeit bis zu 25 Züge stündlich. In der Gegenrichtung fahren zwei Drittel der Züge auf der Keikyū-Hauptlinie weiter nach Uraga oder Misakiguchi, ein Drittel auf der Zushi-Linie nach Zushi-Hayama. Schnellzüge von überregionaler Bedeutung sind der Airport Express zwischen Zushi-Hayama und dem Flughafen Haneda sowie der Limited Express nach Tokio, der in Sengakuji zur Asakusa-Linie der U-Bahn Tokio durchgebunden wird; hinzu kommen die zuschlagpflichtigen Morning Wing morgens nach Tokio bzw. Evening Wing abends nach Misakiguchi.
Die Züge der vollautomatisierten Kanazawa Seaside Line fahren üblicherweise im Zehn-Minuten-Takt, während der morgendlichen Hauptverkehrszeit alle vier Minuten und während der abendlichen Hauptverkehrszeit alle fünf Minuten. Der Busterminal auf dem Bahnhofsvorplatz wird von drei Linien der Gesellschaft Keihin Kyūkō Bus und vier Linien von Kanagawa Bus bedient. Weitere drei bzw. vier Linien halten an einer Bushaltestelle auf der nahe gelegenen Hauptstraße.

## Anlage
Der Bahnhof steht im Zentrum des Stadtteils Seto, der zum Bezirk Kanazawa-ku gehört. In der Nähe befinden sich unter anderem die Shintō-Schreine Seto-jinja und Biwajima-jinja (auf einer kleinen Insel in der Hirakata-Bucht) sowie der Kanazawa-hakkei-Campus der Städtischen Universität Yokohama.
Die Anlage von Keikyū ist von Norden nach Süden ausgerichtet und umfasst vier Gleise, die alle dem Personenverkehr dienen. Sie liegen an zwei vollständig überdachten Mittelbahnsteigen. Darüber spannt sich das Empfangsgebäude in Form eines Reiterbahnhofs. Der östliche Ausgang führt zum Bahnhofsvorplatz, erreichbar über Rolltreppen und Aufzüge. Der westliche Ausgang ermöglicht den Zugang zu angrenzenden Wohnvierteln, zur Universität und zu einem Park. Die Keikyū-Gleise sind normalspurig (1435 mm), jedoch ist das westlichste ein Dreischienengleis mit zusätzlicher Kapspur (1067 mm). Über den Bahnhof Jinnuji an der Zushi-Linie ermöglicht es eine Verbindung zwischen der Yokosuka-Linie und einer Produktionsstätte des Schienenfahrzeugherstellers J-TREC, die etwa einen halben Kilometer nördlich des Bahnhofs Kanazawa-hakkei liegt. Das Kapspurgleis wird benötigt, um fertiggestellte Züge an JR East und andere Kunden auszuliefern. Rechtwinklig zum Keikyū-Gebäude, auf einem Viadukt über dem Bahnhofsvorplatz, befindet sich das Empfangsgebäude der Kanazawa Seaside Line. Es besitzt zwei Gleise an einem Mittelbahnsteig, der mit Bahnsteigtüren ausgestattet ist. Der Zugang erfolgt über Treppen, Aufzüge und einen Durchgang zum Keikyū-Gebäude.
Im Fiskaljahr 2019 nutzten durchschnittlich 76.903 Fahrgäste täglich den Bahnhof, davon entfielen 59.588 auf die Keikyū-Hauptlinie und 17.315 auf die Kanazawa Seaside Line.

## Bilder

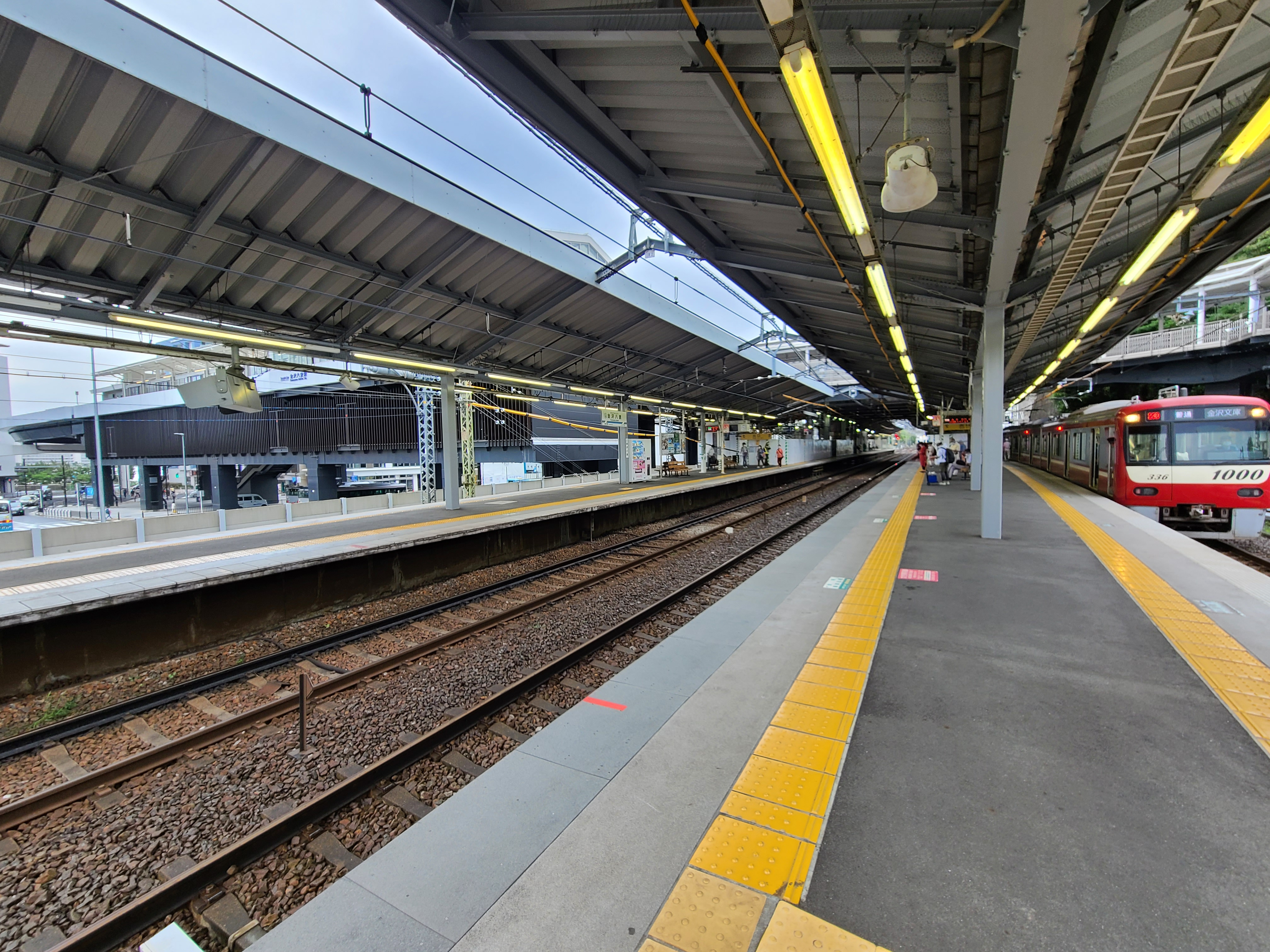
Keikyū-Bahnsteige
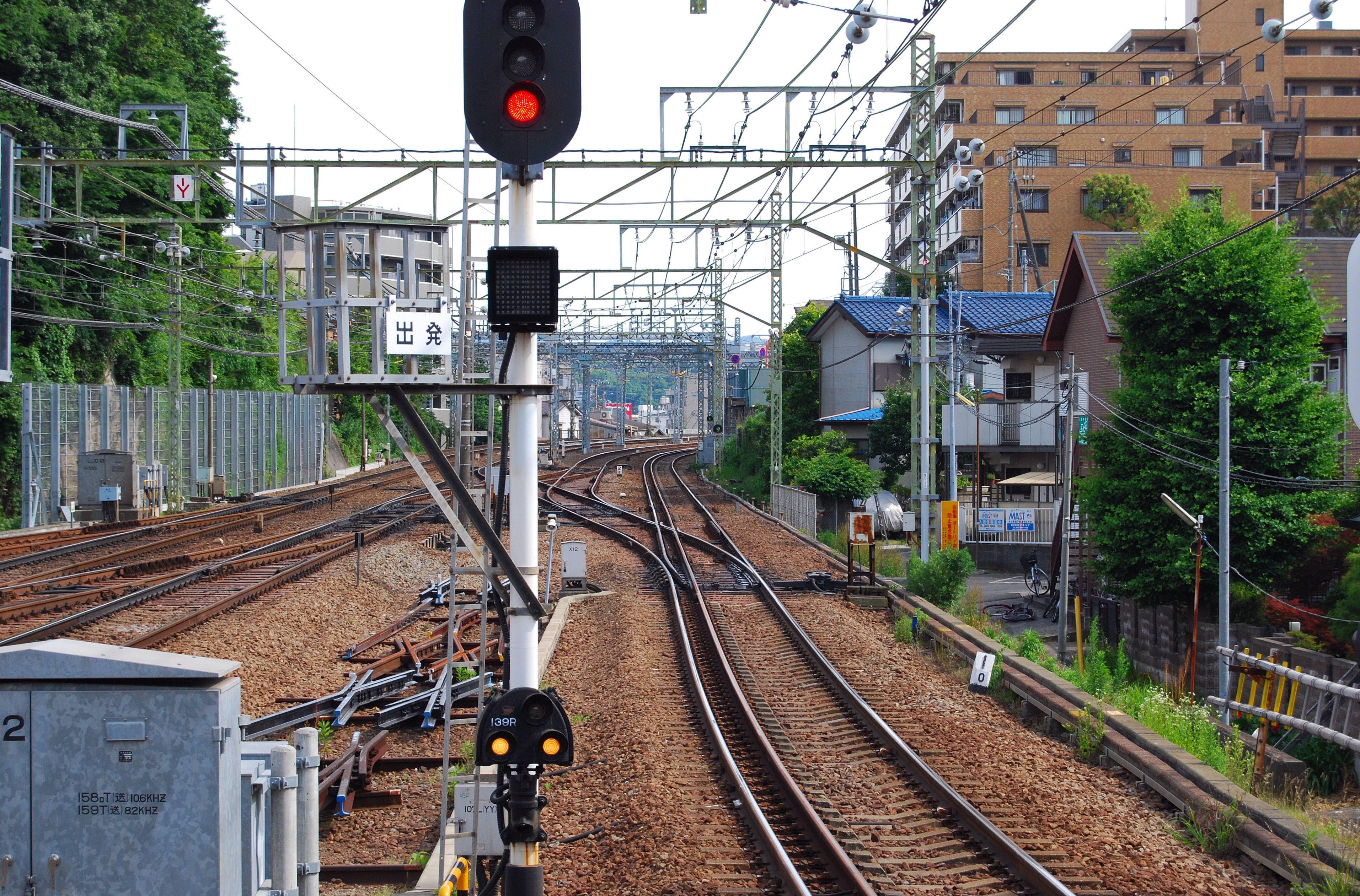
Blick in Richtung Süden, mit Dreischienengleis rechts
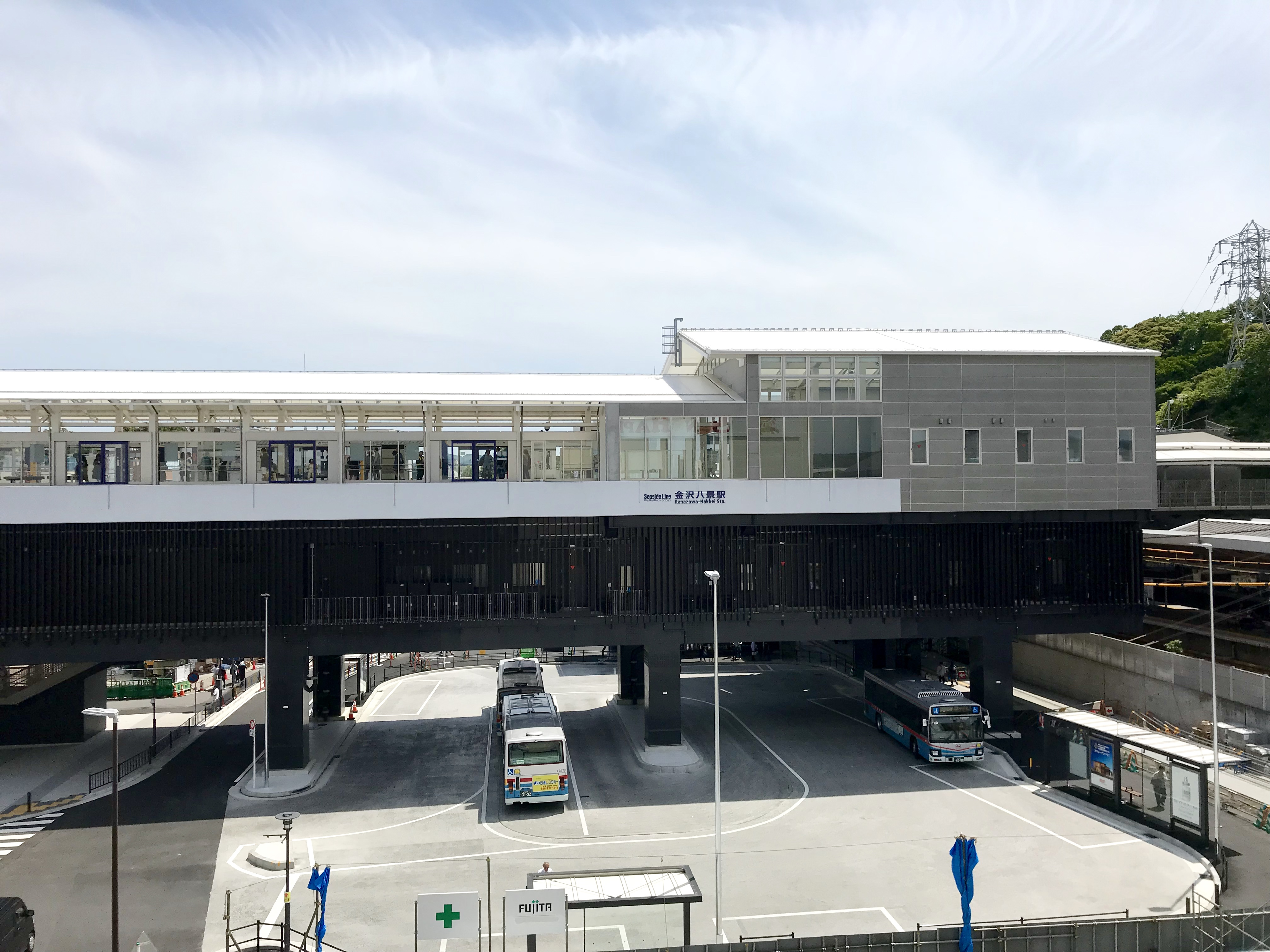
Station der Kanazawa Seaside Line und Busterminal
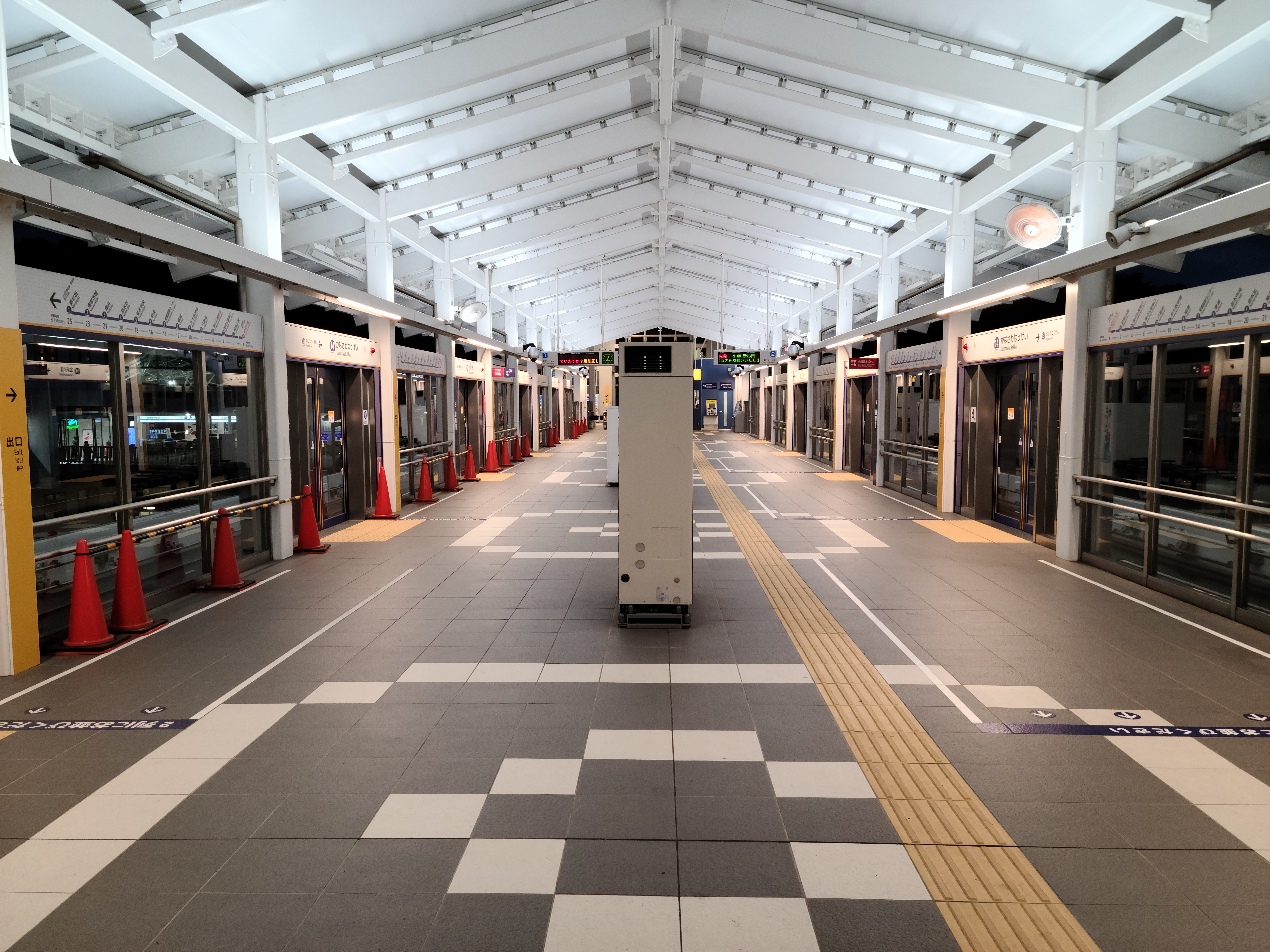
Bahnsteig der Kanazawa Seaside Line

## Gleise

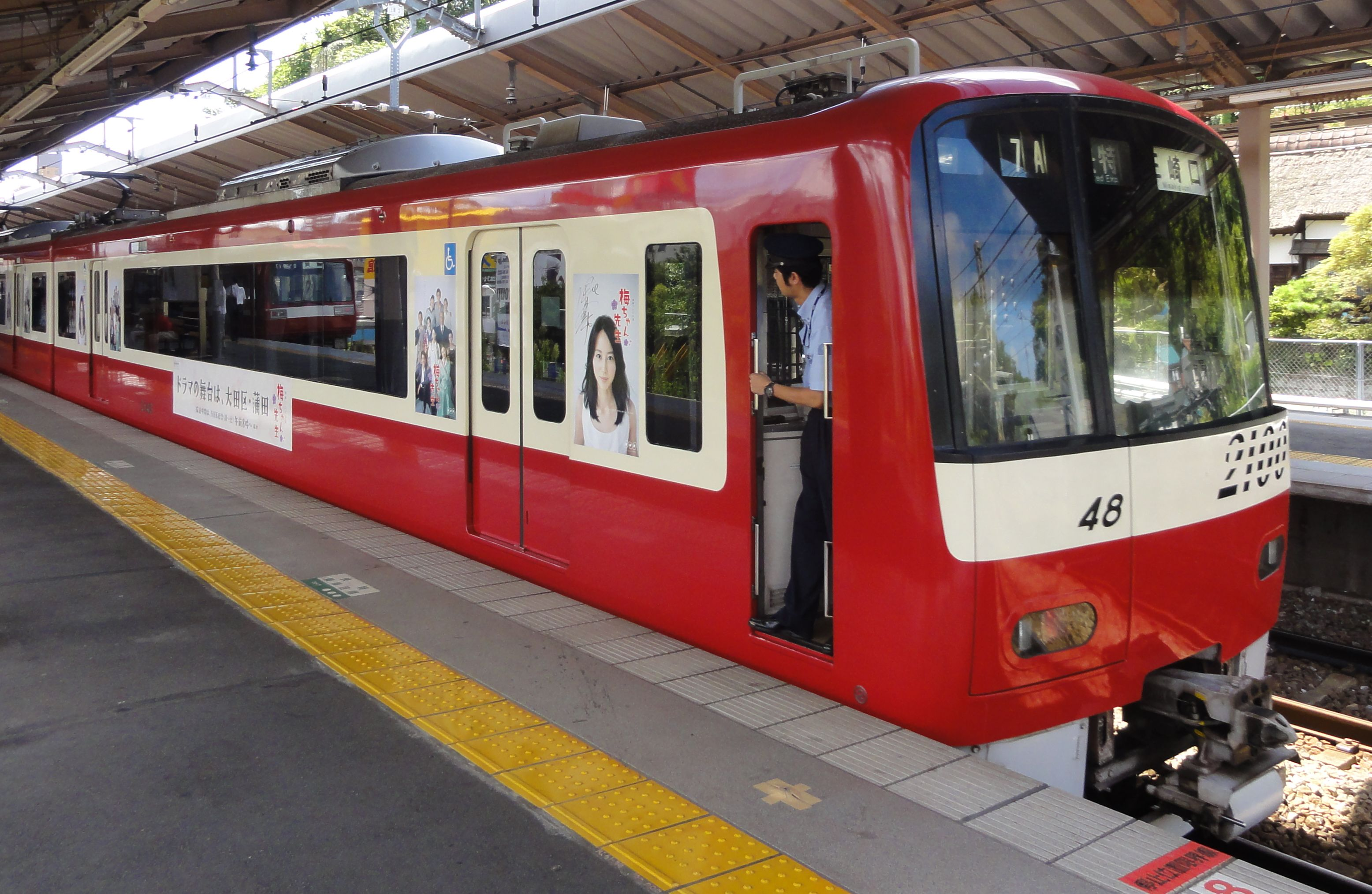
Keikyū-Zug der Baureihe 2100

Keikyū:
| 1 | ▉ Keikyū-Hauptlinie  | Horinouchi • Uraga • Misakiguchi                  |
| 2 | ▉ Keikyū-Hauptlinie  | Horinouchi • Uraga • Misakiguchi                  |
| 2 | ▉ Keikyū Zushi-Linie | Zushi-Hayama                                      |
| 3 | ▉ Keikyū-Hauptlinie  | Yokohama • Flughafen Haneda • Shinagawa • Oshiage |
| 4 | ▉ Keikyū-Hauptlinie  | Yokohama • Flughafen Haneda • Shinagawa • Oshiage |
| 4 | ▉ Keikyū Zushi-Linie | Zushi-Hayama (nur am frühen Morgen)               |

Kanazawa Seaside Line:
| 1/2 | ▉ Kanazawa Seaside Line | Shin-Sugita |

## Linien
| Verlauf der Keikyū-Hauptlinie |
| --- |
| Sengakuji • Shinagawa • Kitashinagawa • Shimbamba • Aomono-yokochō • Samezu • Tachiaigawa • Ōmorikaigan • Heiwajima • Ōmorimachi • Umeyashiki • Keikyū Kamata • Zōshiki • Rokugōdote • Keikyū Kawasaki • Hatchōnawate • Tsurumi-Ichiba • Keikyū Tsurumi • Kagetsu-sōjiji • Namamugi • Keikyū Shinkoyasu • Koyasu • Kanagawa-Shimmachi • Keikyū Higashi-kanagawa • Kanagawa • Yokohama • Tobe • Hinodechō • Koganechō • Minamiōta • Idogaya • Gumyōji • Kamiōoka • Byōbugaura • Sugita • Keikyū Tomioka • Nōkendai • Kanazawa-bunko • Kanazawa-hakkei • Oppama • Keikyū Taura • Anjinzuka • Hemi • Shioiri • Yokosuka-chūō • Kenritsudaigaku • Horinouchi • Keikyū Ōtsu • Maborikaigan • Uraga |

| Verlauf der Keikyū Zushi-Linie                      |
| --------------------------------------------------- |
| Kanazawa-hakkei • Mutsuura • Jimmuji • Zushi-Hayama |

## Geschichte
Die Bahngesellschaft Shōnan Denki Tetsudō eröffnete den Bahnhof am 1. April 1930, als Teil der 30 km langen Strecke zwischen Koganechō und Uraga. Am selben Tag eröffnete sie auch die hier abzweigende Zushi-Linie. Beide Strecken bildeten zunächst für etwas mehr als anderthalb Jahre einen Inselbetrieb. Am 26. Dezember 1931 folgte die Eröffnung des Teilstücks von Koganechō nach Yokohama, sodass nun Anschluss in Richtung Tokio bestand. Die Shōnan Denki Tetsudō wurde am 1. November 1941 von der Keihin Denki Tetsudō übernommen. Diese wiederum ging am 1. Mai 1942 im Daitōkyū-Konglomerat auf. 1947 beschlossen die Daitōkyū-Aktionäre die Auflösung des finanziell angeschlagenen Konglomerats und am 1. Juni 1948 nahm das Unternehmen seine Geschäftstätigkeit unter dem neuen Namen Keihin Kyūkō Dentetsu (abgekürzt Keikyū) wieder auf.
Am 5. Juli 1989 ging die automatisierte Bahnlinie Kanazawa Seaside Line nach Shin-Sugita in Betrieb. Die Endstation beim Keikyū-Bahnhof konnte vorerst nicht wie geplant gebaut werden, sodass rund 200 Meter vom eigentlich vorgesehenen Standort entfernt eine temporäre Station errichtet werden musste. Planungen der Stadtverwaltung, die eine komplette Neugestaltung des Bahnhofsvorplatzes vorsahen, verzögerten sich aufgrund der lange Zeit unüberbrückbaren Differenzen mit Grundbesitzern um fast drei Jahrzehnte. Erst 2015 begannen die Arbeiten, um die Strecke definitiv an den Keikyū-Bahnhof anzuschließen. Nach weiteren mehrjährigen Verzögerungen ging der Abschnitt am 31. März 2019 vorerst eingleisig in Betrieb, am 14. Februar 2021 auch zweigleisig. Der unter der Endstation der Kanazawa Seaside Line gelegene Busterminal wurde am 26. März 2019 eröffnet.